# Psychomyiidae
Psychomyiidae là một họ côn trùng trong bộ Cánh lông. Các loài trọng họ này đặc biệt rất giống với các loài trong họ Polycentropodidae, nhưng chúng khác nhau ở đặc điểm đốt chân. Ấu trùng cũng có khuynh hướng làm ống tơ.

## Hình ảnh

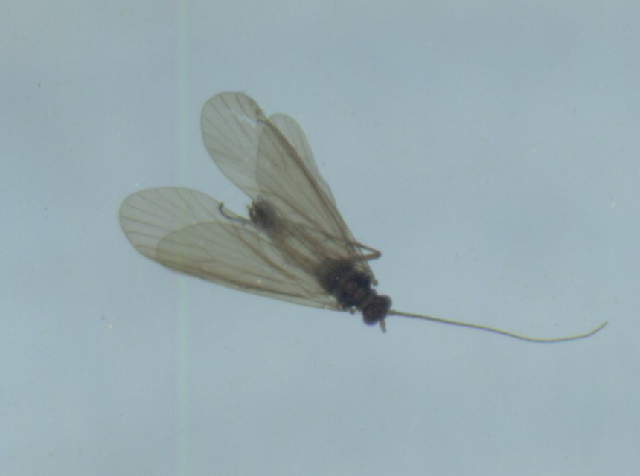